# علی‌قلی شیرازی
علی قلی شیرازی متوفای۹۷۷ ق از خوشنویسان دورهٔ صفوی به شمار می‌رود.

## آثار
درباره صد کلمه امام علی که توسط جاحظ، محدث قمی، رشیدالدین وطواط و ابن میثم بحرانی نوشته شده خوشنویسان بسیاری اصل این صد کلمه‌ها را نوشته و بعضا علاوه بر اصل اثر اقدام به نگارش ترجمه منظوم آن نیز نموده‌اند. چنانکه میرعلی هروی این کار را نموده است. علی قلی شیرازی نیز صد کلمه جاحظ را با ترجمه فارسی منظوم نگاشته و اثر وی در سال ۱۳۶۹ش توسط مرکز انتشار نشخئ خطی وابسته به دایره المعارف بزرگ اسلامی در تهران منتشر شده است. این مجموعه حاوی ده‌ها مورد خوشنویسی از علی قلی شیرازی است.